# Neosybra fuscofasciata
Neosybra fuscofasciata är en skalbaggsart som beskrevs av Stefan von Breuning 1961. Neosybra fuscofasciata ingår i släktet Neosybra och familjen långhorningar. Inga underarter finns listade i Catalogue of Life.